# Spilosoma vartianae
Spilosoma vartianae là một loài bướm đêm thuộc phân họ Arctiinae, họ Erebidae.